# Contea di Shelby (Indiana)
La contea di Shelby (in inglese Shelby County) è una contea dello Stato dell'Indiana, negli Stati Uniti. La popolazione al censimento del 2000 era di 43 445 abitanti. Il capoluogo di contea è Shelbyville.